# Antonio de Vinatea
Antonio Juan de Vinatea Estrada (* 28. Dezember 1988) ist ein peruanischer Badmintonspieler.

## Karriere
Antonio de Vinatea gewann bei den Südamerikaspielen 2010 Gold im Herrendoppel mit Rodrigo Pacheco und Gold mit dem peruanischen Team. 2008 hatte er bereits die Puerto Rico International im Herrendoppel mit Martín del Valle gewonnen. Ein Jahr später wurden beide Zweite bei der Panamerikameisterschaft und Erste bei den Brazil International.

## Sportliche Erfolge
| Saison | Veranstaltung                             | Disziplin        | Platz | Name                                  |
| ------ | ----------------------------------------- | ---------------- | ----- | ------------------------------------- |
| 2006   | Junioren-Badmintonpanamerikameisterschaft | Herreneinzel U19 | 1     | Antonio de Vinatea                    |
| 2008   | Peruanische Meisterschaft                 | Mixed            | 1     | Antonio de Vinatea / Claudia Rivero   |
| 2008   | Peruanische Meisterschaft                 | Herrendoppel     | 1     | Antonio de Vinatea / Martín del Valle |
| 2008   | Puerto Rico International                 | Herrendoppel     | 1     | Antonio de Vinatea / Martin del Valle |
| 2009   | Panamerikameisterschaft                   | Herrendoppel     | 2     | Antonio de Vinatea / Martin del Valle |
| 2009   | Brazil International                      | Herrendoppel     | 1     | Antonio de Vinatea / Martin del Valle |
| 2010   | Peruanische Meisterschaft                 | Herrendoppel     | 1     | Antonio de Vinatea / Martin del Valle |
| 2010   | Südamerikaspiele                          | Herrendoppel     | 3     | Andrés Corpancho / Antonio de Vinatea |
| 2010   | Südamerikaspiele                          | Mannschaft       | 1     | Peru                                  |
| 2011   | Peru: Einzelmeisterschaften               | Herrendoppel     | 1     | Antonio de Vinatea / Martin del Valle |
| 2012   | Peru: Einzelmeisterschaften               | Herrendoppel     | 1     | Antonio de Vinatea / Martin del Valle |